# イメド・メディビ
イメド・メディビ（Imed Mhedhebi、1976年3月22日 - ）は、チュニジアの元サッカー選手。元チュニジア代表。ポジションはミッドフィールダー。

## 来歴
1998年にチュニジア代表デビュー。2002 FIFAワールドカップでは2試合に出場した。また、アフリカネイションズカップ2004では5試合に出場、大会初優勝を果たした。2005年までに56試合に出場、12得点をあげた。

## 代表歴

### 出場大会
- チュニジア代表
  - 2002 FIFAワールドカップ

### 試合数
- 国際Aマッチ 56試合 12得点（1998年-2005年）[1]

| チュニジア代表 | 国際Aマッチ | 国際Aマッチ |
| 年             | 出場        | 得点        |
| -------------- | ----------- | ----------- |
| 1998           | 1           | 0           |
| 1999           | 7           | 2           |
| 2000           | 15          | 5           |
| 2001           | 7           | 2           |
| 2002           | 8           | 0           |
| 2003           | 8           | 1           |
| 2004           | 7           | 0           |
| 2005           | 3           | 2           |
| 通算           | 56          | 12          |